# Шевчук Юрій Іванович
Ю́рій Іванович Шевчу́к (нар. 5 квітня 1961, Володимирець) — український мовознавець, журналіст, кандидат філологічних наук.
Викладач української мови в Колумбійському та Єльському університетах. Засновник і директор Українського кіноклубу, що діє в Колумбійському університеті. Автор найновішого інтерактивного підручника для американських університетів «Українська для початківців» (Beginner's Ukrainian). Член Європейської асоціації лінгвістики, Американської асоціації славістичних досліджень, Американської асоціації викладачів слов'янських та східноєвропейських мов, Наукового товариства імені Шевченка, Української вільної академії наук, Національної спілки кінематографістів України.
Царина наукових інтересів: педагогіка мови, порівняльне вивчення мови, контрастне й історичне мовознавства, теоретична фонетика, теорія граматики.

## Життєпис
Юрій народився у смт Володимирець, що на Рівненщині. Навчався у Володимирецькій середній школі № 1, яку закінчив із золотою медаллю. Після здобуття середньої освіти вступив до Київського державного університету імені Т. Г. Шевченка на факультет романо-германської філології (перекладацьке відділення), де дістав кваліфікацію перекладача з англійської мови та викладача англійської та французької мов (червоний диплом). Відтак закінчив аспірантуру при Київському університеті й здобув ступінь кандидата філологічних наук зі спеціальності «Германська філологія», захистивши дисертацію на тему «Архаїзація в англійській мові Великої Британії, ІХ—ХХ століть» під керівництвом професора Юрія Жлуктенка. На його формування як науковця найбільший вплив справили професори Київського університету вищезгаданий Юрій Жлуктенко і Тамара Яворська.
З 1987 по 1992 роки працює на посаді асистента та викладача англійської мови на кафедрі іноземних мов Українського інституту інженерів водного господарства, у Рівному. А в 1989 році його запрошено з курсом лекцій до інституту англістики університету імені Адама Міцкевіча в Познані, Польща. З рамена польських колег стає членом Європейської асоціації лінгвістики.
У 1990 році починає викладати середній курс української мови в Літній школі українознавства Гарвардського університету, і продовжує викладати там із трирічною перервою до 2012 року.
У 1992 році вступає на магістерську програму з політичних наук університету Нова школа, у Нью-Йорку. Навчається серед інших у таких провідних учених американської та світової гуманітаристики та суспільствознавства, як Чарльз Тилі (Charles Tilly, соціологія), Мавріціо Віролі (Maurizio Viroli, політична філософія), Агнеш Гелер (класична філософія), Річард Бернстін (філософія постмодернізму), Джозеф Ландинський (Jacob Landynski, конституційне право), Хосе Казанова (соціологія релігії), Айра Кацнельсон (Ira Katznelson, політичні теорії), Клаус Оффе (соціологія). У цей період особливо захоплюється американським конституційним правом і західною філософією. Водночас із навчанням у «Новій Школі» з 1992 року під псевдонімом Лукаш Пентяр працює кореспондентом львівського тижневика «Post-Поступ», а з 1994 по 1999 роки — нью-йоркським кореспондентом Радіо «Свобода».
У 1996 році здобуває ступінь магістра політичних наук із першої спеціальності «Порівняльна політологія» і другої — «Американський уряд». Улітку того ж року викладає гостьовий курс «Західні теорії громадянства та проблеми державотворення в Україні» в університеті «Києво-Могилянська академія».
З 1998 по 1999 роки працює репортером найстарішої на світі української газети «Свобода», яка виходить у США. А в 1999 році переїздить до Канади, місто Торонто. Там із перервами працює журналістом тижневика «Міст» та перекладачем з української, польської та російської в Раді в справах іммігрантів та втікачів.
У 2004 році виграє міжнародний конкурс і дістає призначення на новостворену посаду лектора української мови та культури в Департаменті слов'янських мов Колумбійського університету в Нью-Йорку, США. Відтоді й донині викладає початковий, середній та поглиблений курси української мови, а також курс «Історія українського кінематографа» та «Радянський, пострадянський, колоніальний, постколоніальний кінематограф». За власним визначенням, Лектор української мови та культури на Департаменті слов'янських мов та Інституті імени Аверела Гаримана в Колумбійському університеті. З 2014 року викладає українську також у Єльському університеті.
У жовтні 2004 року засновує «Український кіноклуб Колумбійського університету», що впродовж більше десяти років залишається єдиним постійним форумом українського національного кінематографа поза межами України. Як директор Українського кіноклубу Юрій Шевчук активно пропагує український національний кінематограф на Заході, а також викриває спроби створення неоколоніального кінематографа в Україні, позбавленого таких основних ознак національної ідентичності, як мова, культура або історія. Юрій Шевчук показує українські фільми й читає лекції про них у Північній Америці, включно з такими містами, як-от: Чикаґо, Бостон, Вашинґтон, Сан-Франциско, Пало-Альто, Філадельфія, Торонто, Едмонтон, Монреаль, Сан-Хуан, а також у таких країнах як: Іспанія, Велика Британія, Німеччина та Італія.

## Праці
Юрій Шевчук є автором численних перекладів творів українською мовою з англійської, а також — підручників для вивчення української мови для англомовців:
- Джордж Орвелл (у перекладі з англ. Юрія Шевчука). Ферма «Рай для тварин». — Київ : Всесвіт, 1991. — С. 75—112.
- Орест Субтельний (у перекладі з англ. Юрія Шевчука). Україна: Історія. — Київ : Либідь, 1991. — 512 с. — ISBN 5-325-00451-4.
- Yuri Shevchuk: Beginner's Ukrainian (1 edition). NYC, USA: Hippocrene Books, 2011. 368 pp. Paperback. ISBN 978-0781-812-689
- Yuri Shevchuk: Beginner's Ukrainian (2nd edition). NYC, USA: Hippocrene Books, 2013. 431 pp. Paperback. ISBN 978-0781813242 (e-book версія з сайту Chtyvo.org [Архівовано 23 лютого 2015 у Wayback Machine.]) (Перевірено 23 лютого 2015)
- Юрій Шевчук. Мовна шизофренія. Quo vadis, Україно?. Брустурів: видавництво Discursus, 2015. 60 с. ISBN 978-617-7236-45-9
- Автор підручника «Українська для початківців» для студентів західних університетів та самоуків (2013)
- Українсько-англійський комбінаторний словник (The Ukrainian-English Collocation Dictionary. — New York: Hippocrene Books Inc., 2021. — 1150 p.)[5]

## Лекції. Інтерв'ю. Статті
- Новий мовний закон України. Битва виграна, але ще не виграна війна.//Радіо Свобода, 16 травня 2019 [Архівовано 8 серпня 2020 у Wayback Machine.]
- Україна і Голодомор. Він і досі триває у вигляді русифікації.//Радіо Свобода, 25 листопада 2018 [Архівовано 28 лютого 2020 у Wayback Machine.]
- Мовна шизофренія. Джерела, форми, наслідки [Архівовано 14 липня 2015 у Wayback Machine.]. Лекція прочитана у Львові (Книгарня «Є») 30 червня 2015 року // Збруч, 14.07.2015
- Українська ідентичність, мова і культура після Майдану. Прилюдна лекція Юрія Шевчука (Колумбійський університет) / Книгарня «Є», Київ, вул. Лисенка, 3; 3 червня 2015.
- Інтерв'ю з Ю. Шевчуком. // Телеканал «Культура», 22 серпня, 2014
- Юрій Шевчук: Про викладання української мови та мовну шизофренію. // Громадське радіо, 18 липня 2014 [Архівовано 23 лютого 2015 у Wayback Machine.]
- Юрій Шевчук. Об'єднання навколо однієї державної мови — категоричний імператив. // Дзеркало Тижня, 11 липня 2014. [Архівовано 23 лютого 2015 у Wayback Machine.]
- Усе в інформації, бовдуре! // Українська Правда, 10 березня 2014 [Архівовано 23 лютого 2015 у Wayback Machine.]
- Юрій Шевчук. Коли мова має значення. Славіст про класичні й нові сценарії асиміляції, русифікаторів та декоративну державність) // Український Тиждень, 5 червня 2012 [Архівовано 5 червня 2012 у Wayback Machine.]
- Вивчати українську може бути забавою! // Ukrainian for Beginners, 29 листопада 2011 [Архівовано 25 листопада 2012 у Wayback Machine.]
- Лекція Юрія Шевчука. «Русифікація в Україні. Традиції та іновації», 3 червня 2012, відео [Архівовано 23 лютого 2015 у Wayback Machine.]
- Вивчати українську може бути забавою! // Ukrainian for Beginners, 29 листопада 2011 [Архівовано 25 листопада 2012 у Wayback Machine.]
- Юрій Шевчук: кіно притискають, щоб не стало нації // BBC Україна, 24 січня 2011 [Архівовано 5 лютого 2012 у Wayback Machine.]
- «Труднощі перекладу» як вияв української культурної вторинности. Сюжети [Архівовано 23 серпня 2017 у Wayback Machine.] // KINO-КОЛО (30) 2006 літо; screenplay, 09.08.2011
- Юрій Шевчук. «Україна зустріла мене російським репом». // ОГО, 30 травня 2006. [Архівовано 23 лютого 2015 у Wayback Machine.]

## Цікаві факти
- Окрім рідної української, Юрій Шевчук вільно володіє англійською, російською, польською, також добре спілкується, читає й пише іспанською, італійською та французькою мовами.